# Griechischer Tanz
Der Griechische Tanz oder Tanz der Griechen hat seine Herkunft in der frühen Antike und gestaltete sich in vielfachen Eigenarten auf dem Festland und den griechischen Inseln. Die Tradition des griechischen Tanzes wird in heutiger Zeit von vielen Volkstanzgruppen und Laien in den Trachten der Region gepflegt. Die Darbietung erfolgt in Gruppen, zu Paaren oder einzeln im jeweiligen Tanzstil. Der traditionelle griechische Tanz bedarf nicht unbedingt der instrumentalen Musik, erfordert aber den Takt für die Schrittfolgen.
Auch im heutigen Griechenland ist der Volkstanz sehr populär. Neben vielen verschiedenen regionalen Volkstänzen gelten die beiden Tänze Kalamatianós und Sirtós als die „Nationaltänze“ Griechenlands.

## Das antike Erbe
Verschiedene antike Darstellungen zeigen die Tänze der Antike und dass sich charakteristische Merkmale bis heute erhalten haben. Die Wiege der hellenischen Tanzkunst scheint Kreta gewesen zu sein. Einer der ältesten Griechischen Tänze, der Kalamatianós, ist vermutlich schon zur Zeit Homers getanzt worden. Von allen Völkern des Altertums scheinen die Griechen dem Tanz die höchste Bedeutung zugemessen zu haben. Sie glaubten, dass der Tanz die körperliche und emotionale Gesundheit verbessere. Der Tanz galt ihnen als Mittel zu einer allseitig harmonischen Ausbildung des Körpers und seiner Fähigkeiten, auf die sie großes Gewicht legten.
Der Tanz war den Hellenen vor allem die Kunst der Körperdarstellung, der Charakterisierung bestimmter Situationen, sei es, dass diese das Liebesleben oder irgendwelche Tätigkeiten symbolisch darstellten. „Der Zweck der Tanzkunst“, schreibt Lucian, „ist die Darstellung einer Empfindung, einer Leidenschaft oder Handlung durch Gebärden.“
„Der Tanz beeinflusst wie keine andere Kunst die Seele. Tanzen ist von Natur himmlisch und ein Geschenk der Götter“, erklärte Plato. Alle Götter tanzen, selbst Zeus. Nach dem Homerschen Hymnus führt Apollon die kretischen Schiffer im Tanzschritt zu seinem Altar in Delphi, und sie folgen ihm ebenfalls tanzend. Artemis tanzt mit ihren Nymphen, und Hesiod lässt die Musen auf dem Helikon um den Altar des Zeus tanzen. Sophokles tanzte nach der Schlacht bei Salamis nackt, Platon führte mit einem Chor schöner Knaben zyklische Reigentänze auf, und Sokrates, der sich schämte, sich öffentlich nackt sehen zu lassen, tanzte zu seinem eigenen Vergnügen im Verborgenen. Die besten Tänzer, erklärte Sokrates einmal, seien die Krieger.
Gern tanzten beide Geschlechter, meist in Gruppen getrennt. Die Beteiligung beider an demselben Tanz war Ausnahme. Einige Tänze wurden von den Männern und andere von Frauen getanzt. Die athenischen Jünglinge verkleideten sich und tanzten als Horen, Nymphen oder Mänaden, die Mädchen und jungen Frauen tanzten beim Takt der Kastagnetten und traten oft mit Kunsttänzen auf.
Es gab viele Tänze der alten Griechen; komische Tänze, kriegerische Tänze, Tänze für Athleten und für fromme Anbetung, plus Tänze für Hochzeiten, Begräbnisse und Feiern. Tanz wurde von der Musik begleitet, die auf Lyren, Flöten und Schlaginstrumenten wie Tamburine, Becken und Kastagnetten gespielt wurden.
Reigentanz und Gesang sind die Zierden des festlichen Mahles, schreibt Homer. Trinkgelage wurden durch Darbietungen von Tänzern verschönt, die nur mit Efeukränzen bekleidet waren, aber sie färbten sich dem Gott zu Ehren Gesicht, Hals, Brust und Bauch mit Mennige rot. Die Komik des Tanzes beruhte auf der Bewegung des Hinterteils, das möglichst weit herausgestreckt werden musste. Die Tänzer fassten sich entweder an oder kreuzten die Arme und berührten sich nicht, sie gingen auf den Zehenspitzen, sprangen hoch, führten Reigen auf. Der Gesang der Teilnehmer oder Zuschauer bildete die eigentliche Musikbegleitung. Der Tanz beschränkte sich keinesfalls auf die bloße Bewegung der Füße, im Gegenteil hatten Musik und Gestikulation einen starken Anteil an den griechischen Tänzen. Vulgarität schloss der griechische Tanz aus.
Die antiken griechischen Tänze sind als Kriegs- oder Friedenstänze typisiert. Die letzteren sind in Theaterdarstellungen integriert oder dienen für Religionsdienste im besonderen zur Verehrung ihrer Götter, für Trauerbezeugung und für häusliche Festveranstaltungen, im besonderen für Hochzeitsfeiern.

## Der panhellenistische Volkstanz
Die panhellenischen Tänze sind hauptsächlich Syrtos, Kalamatianos und Tsamikos oder Heratis. Insgesamt gibt es sehr viele Tänze, die regional gemeinsame Merkmale aufweisen, sich aber von Dorf zu Dorf, gerade in gebirgigen Gegenden, auch stark unterscheiden. Gewöhnlich werden sie in den regionalen Trachten aufgeführt. Meistens werden offene Kreistänze mit verschiedenen Armhaltungen getanzt, wobei es ebenfalls Paartänze und Reihentänze gibt.
- Der aus der Region Kalamata stammende Kalamatianos wird in Kreisform aufgeführt und ist schon in den Inschriften von Delphi erwähnt. Während der eine Partner sich bravourös in Drehungen und Sprüngen bewegt, tanzt der andere in ruhigen sanften Bewegungen.
- Der Syrtos stammt aus der hellenischen Zeit Kretas und war auf den Inseln der Ägäis verbreitet. Im Zweierpart ist bei den männlichen Tänzern auch der Zeibekikos beliebt, ein traditioneller Kriegertanz, der ursprünglich mit Schild und Schwert ausgetragen wurde und eine Kampfhandlung Mann gegen Mann darstellte. Der Hassapikos war ursprünglich ein byzantinischer Tanz der Fleischer aus Konstantinopel.
- Der Choros Koutalia (Löffeltanz) wurde vermutlich seit der Antike bis zum osmanischen Vielvölkerreich des 19. Jahrhunderts von orthodoxen Christen wahrscheinlich neben osmanischen Löffeltanzvariationen der islamischen Nachbarn getanzt. Dabei schlagen die Tänzerin und der Tänzer mit je einem Paar Holzlöffeln je Hand den Rhythmus zur Musik.

Die gebräuchliche Gruppenformation des antiken griechischen Tanzes war sowohl der offene wie der geschlossene Kreis. Die Tänzer waren meist Amateure. Gesang, Tanz und instrumentale Musik waren die Sparten des Theaters, und der Darsteller war oft Sänger, Tänzer und Musikant zugleich.
Die Musikinstrumente waren aus Holz, Gitarren und Lyren, metallene Zimbeln und Schlagzeuge, die den Tanzrhythmus bestimmten. Die Volksmusik wird durch ihre Herkunft bestimmt, die auf den ägäischen Inseln oder auf dem Festland ihren Ursprung hat. Populäre Musik wird oft als Bousouki bezeichnet, wie sie im Seehafen Lavernas vorzüglich auf Gitarren und Mandolinen gespielt wird. Der Rhythmus der Musik muss hierbei mit der Bewegung des Tanzes harmonisieren.
Die antiken griechischen Tänze sind als Kriegs- oder Friedenstänze charakterisiert. Die letzteren sind in Theaterdarstellungen integriert oder dienen der Religion, im besonderen der Verehrung der Götter, und der Trauerbezeugung und werden bei häuslichen Festveranstaltungen, im besonderen bei Hochzeitsfeiern aufgeführt.

## Populäre Tanzmusik
Der Sirtaki ist heute Teil des Repertoires vieler griechischer Volkstanzgruppen. Er ist ein lebhafter Ausdruck des täglichen Lebens und wird bei vielen Gelegenheiten getanzt, etwa bei Hochzeiten, Familienfeiern und in Tanzlokalen. Mikis Theodorakis’ Musik zum bekannten Film Alexis Sorbas wurde ein Welterfolg, Sorbas Tanz zum Inbegriff der griechischen Musik schlechthin, und der so genannte „Sirtaki“ wird heute von Millionen als exzellenter griechischer Tanz angesehen.

## Volkstänze
- Ballos, bekannter Volkstanz der griechischen Inseln
- Chasapiko
- Chasaposervikos
- Mantilatos
- Sirtaki
- Sirtos
- Zonaradikos
- Zeibekiko
- Tsifteteli, griechische Variante des orientalischen Tanzes